# ۱۷۷۶ (میلادی)
این صفحه دارای فهرستی از رویدادهای مهم در ۱۷۷۶ میلادی است.

## رویدادهای مهم
- انتخاب کابل به‌عنوان پایتخت افغانستان از سوی تیمورشاه، فرزند احمدشاه ابدالی.(۱۱۵۵خ)
- ۴ ژوئیه - استقلال ایالات متحده آمریکا از پادشاهی بریتانیای بزرگ.

## زادروزها
- ۴ مه - جان فردریش هربارت

- ۳ ژانویه – توماس موریس، سیاست‌مدار و وکیل آمریکایی (د. ۱۸۴۴)
- ۳۱ مارس – ژوزف کوفنر، آهنگساز آلمانی (د. ۱۸۵۶)
- ۶ آوریل – جس بلدسو، سیاست‌مدار و وکیل آمریکایی (د. ۱۸۳۶)
- ۱۱ ژوئن – جان کانستبل، نقاش بریتانیایی (د. ۱۸۳۷)
- ۲۷ اوت – بارتلد گئورگ نیبور، تاریخ‌نگار، سیاست‌مدار، و دیپلمات آلمانی (د. ۱۸۳۱)
- ۳۱ اکتبر – فرانسیس لاک، سیاست‌مدار و وکیل آمریکایی (د. ۱۸۲۳)